# Julian Janczak (1932–1995)
Julian Janczak (ur. 16 lutego 1932 w Grodnie, zm. 11 stycznia 1995 we Wrocławiu) – polski historyk, wykładowca Uniwersytetu Wrocławskiego.

## Życiorys
Urodzony 16 lutego 1932 w Grodnie, po wojnie zamieszkał we Wrocławiu i tam w 1956 ukończył studia w zakresie historii, broniąc pracę pod kierunkiem prof. Józefa Gierowskiego. W 1962 doktoryzował się u prof. Stefana Inglota z historii gospodarczej, a w 1969 uzyskał habilitację w zakresie geografii historycznej. W 1971 został mianowany docentem, a w 1986 otrzymał tytuł profesorski.
Od 1957 zatrudniony w Pracowni Atlasu Historycznego Śląska, od 1973 był kierownikiem tej komórki do jej likwidacji w 1992. Równocześnie prowadził wykłady na Wydziale Nauk Przyrodniczych i na Wydziale Historycznym UWr. Od 1965 do śmierci był pierwszym kierownikiem Zespołu Historii Kartografii przy Zakładzie Historii Nauki i Techniki PAN. W 1993 objął Katedrę Etnologii UWr.
Współautor i redaktor Atlasu Śląska w końcu XVIII w. oraz map ściennych używanych w dydaktyce. Specjalizował się w historii gospodarczej, a w szczególności w geografii historycznej oraz dziejach kartografii. Autor ponad 500 publikacji naukowych i popularnonaukowych.
Zaangażowany w działalność wrocławskiego oddziału Polskiego Towarzystwa Historycznego i Polskiej Akademii Nauk, a także Wrocławskiego Towarzystwa Naukowego, Rady Naukowej Instytutu Geografii Historycznej Kościoła w Polsce Katolickiego Uniwersytetu Lubelskiego, Rady Naukowej Centrum Badań Śląskoznawczych i Bohemistycznych na Uniwersytecie Wrocławskim i Polskiego Towarzystwa Turystyczno-Krajoznawczego.
Zmarł 11 stycznia 1995 we Wrocławiu, pochowany na Cmentarzu Grabiszyńskim we Wrocławiu.